# Blíženci (znamení)

Znamení Blíženců

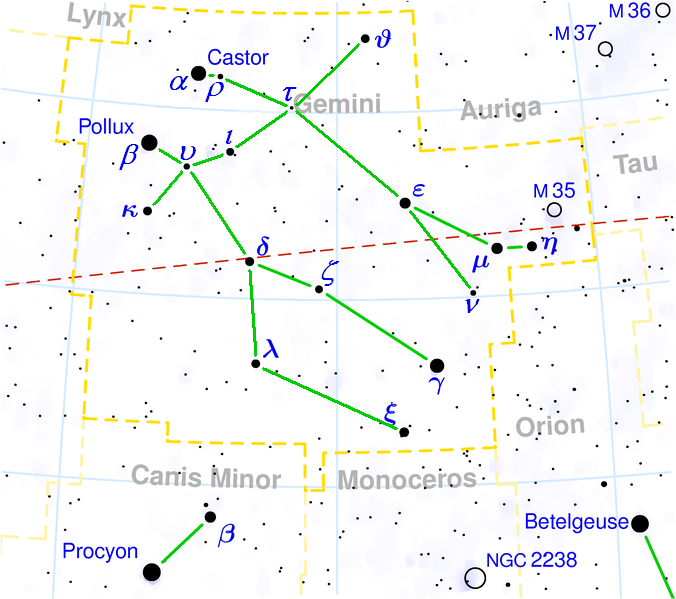
Diagram cesty ke spojení hvězd v souhvězdí Blíženců.

Blíženci jsou třetí astrologické znamení zvěrokruhu mající původ v souhvězdí Blíženců. V astrologii jsou Blíženci považováni za pozitivní (extrovertní) znamení. Jsou také považováni za větrné znamení. Blíženci jsou podle astrologie ovládáni planetou Merkur.
Údajně jsou to lidé vnímavé a přizpůsobivé povahy a intelektuálního založení. Tito idealisté si podle astrologů libují ve filosofii a baví je zkoumat názory jiných lidí. Mohou se pochlubit širokým okruhem zájmů a žijí činorodým a aktivním životem. Jejich myšlenky a pocity se mají pohybovat závratnou rychlostí a podle astrologů mají vynikající komunikační schopnosti. Údajně jsou to lidé živlu vzduchu a ukrývají se v nich dvě různé osobnosti. Lidé narození v tomto měsíci mají údajně více tváří, jsou náladoví a přátelští.
V západní astrologii je Slunce v konstelaci Blíženců zhruba od 21. května do 21. června. V sideralistické astrologii je v ní zhruba od 14. června do 7. července.

## Charakteristika
- Živel: vzduch
- Planety: Merkur
- Barva: zelená a žluto-oranžová
- Povaha: mužská
- Opačné znamení: Střelec